# Ecos do Acaso e Casos de Caos
Ecos do Acaso e Casos de Caos é o 10o álbum (o 8o de estúdio) do cantor e compositor carioca de rock Jay Vaquer. Lançado oficialmente em 15 de maio de 2018, o álbum contém 10 faixas, de um universo de 40 canções, compostas pelo músico, que estão no repertório de seu Musical “Tilt - Quando é que a vida começa?”, seguindo o critério de selecionar aquelas com "vida própria” nos discursos, sem depender tanto do contexto do espetáculo.
Segundo o site "itunescharts.net/", o álbum estreou na posição 14 da parada musical "Brazilian iTunes Top Albums", aparecendo nesta parada musical por 2 dias.
O álbum recebeu uma indicação ao Grammy Latino de 2018, como "Melhor Álbum de Rock ou de Música Alternativa em Língua Portuguesa".

## Histórico
Em agosto de 2017, Jay deu uma entrevista ao programa "Revista Rádio Globo", da Rádio Globo Rio, em que ele contou que seu 10o álbum será lançado em breve e que será inspirado no musical "Cem Miligramas", de sua autoria.
Em março de 2018, em uma postagem feita em seu blog, o cantor divulgou pela primeira vez o nome do álbum, e informou que o show de lançamento deste disco será em junho, mas que ele será lançado antes desta data.

## Faixas
- Todas as faixas compostas por Jay Vaquer

| N.º | Título                          | Duração |  |
| 1.  | "Despas de Deux"                | 3:53    |  |
| 2.  | "Fosse (O Dedo e o Gatilho)"    | 3:31    |  |
| 3.  | "Favas Contadas"                | 3:57    |  |
| 4.  | "Missa/2"                       | 4:04    |  |
| 5.  | "Ecos do Acaso e Casos de Caos" | 3:45    |  |
| 6.  | "Cada Cadáver"                  | 3:53    |  |
| 7.  | "Tona"                          | 3:35    |  |
| 8.  | "Restante"                      | 2:55    |  |
| 9.  | "Abrigo"                        | 3:45    |  |
| 10. | "Questão de Tempo"              | 4:00    |  |

## Créditos
- Jay Vaquer - Vocais
- Rafael Moreira - Guitarras
- Sean Hurley - Baixo elétrico
- Jamie Muhoberac - Teclados
- Jamie Wollam - Bateria
- Renato Pagliacci - Programações adicionais nas faixas 7, 9 e 10
- Felipe Melanio - Guitarras adicionais nas faixas 8 e 10
- Moogie Canazio - Produção

## Prêmios e Indicações
| Ano  | Prêmio            | Categoria                                                            | Resultado | Ref.        |
| ---- | ----------------- | -------------------------------------------------------------------- | --------- | ----------- |
| 2018 | 19o Grammy Latino | "Melhor Álbum de Rock ou de Música Alternativa em Língua Portuguesa" | Indicado  | [ 4 ] [ 7 ] |